# Torfkraftwerk

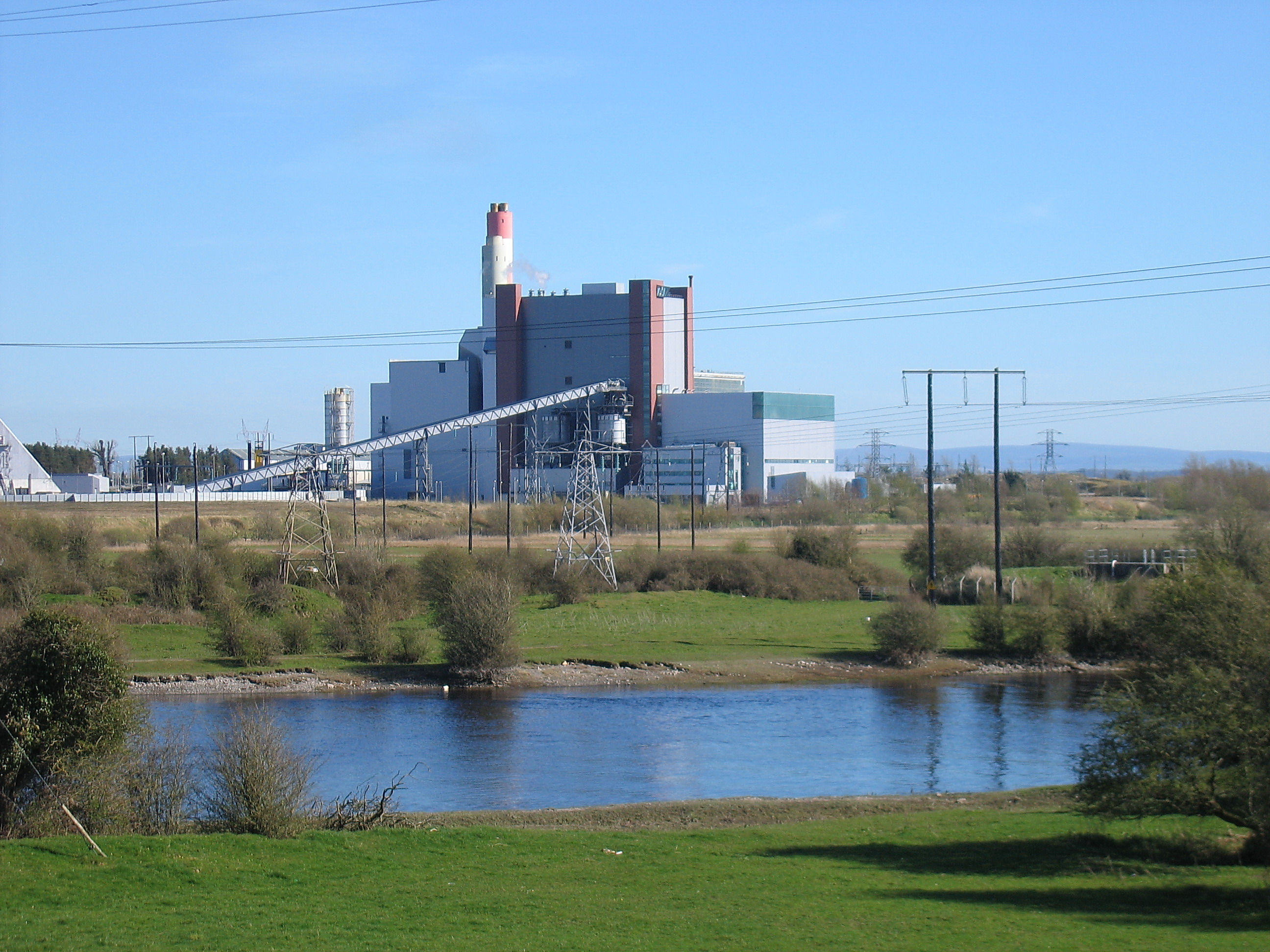
Modernes Torfkraftwerk mit 150 MW elektrischer Leistung in Shannonbridge/Irland

Ein Torfkraftwerk ist ein Kraftwerk, in dem Torf als Brennstoff zur Erzeugung von Strom oder Heizwärme eingesetzt wird.
Moore, aus denen der Torf gewonnen wird, werden seit den 1980er Jahren als wertvolle Naturreservate angesehen, daher dient Torf in Mitteleuropa nicht mehr im großen Maßstab als Brennstoff. Viele Länder haben ihre Torfkraftwerke aufgegeben. In der Europäischen Union betreiben noch Irland, Finnland und Schweden Torfkraftwerke in nennenswerter Größe und Anzahl.

## Technik
In einem Torfkraftwerk wird der Torf in einer Feuerung verbrannt. Früher geschah dies meist durch Rostfeuerung von Torfsoden oder -ballen, und die Kraftwerke hatten eine Leistung von wenigen Megawatt. Moderne große Torfkraftwerke erreichen Feuerungsleistungen von mehreren hundert Megawatt. Als Feuerung wird heute fast nur noch die Wirbelschicht verwendet, welche sich aufgrund des hohen Aschegehaltes und der niedrigen Ascheerweichungstemperatur des Torfs anbietet.
Die entstehende Wärme erhitzt das Wasser im nachgeschalteten Dampfkessel. Der Dampf treibt dann eine Turbine an. Das Prinzip entspricht dem Dampfkraftwerk.

## Umweltauswirkungen
Neben der Zerstörung der Kulturlandschaft Moor durch den großen Brenntorfverbrauch ist auch der CO2-Ausstoß ein Thema beim Verbrennen von Torf. Aufgrund des hohen Wasser- und Aschegehaltes ist der Heizwert von Torf sehr gering und der Torf muss aufwändig getrocknet werden. Dies bedeutet einen sehr niedrigen Wirkungsgrad und hohen Brennstoffverbrauch. So wurden im deutschen Kraftwerk Rühle jährlich bis zu 100.000 Tonnen Torf verbrannt, um „nur“ 6,6 MW elektrische Leistung zu erhalten. Moderne Wirbelschicht-Torfkraftwerke mit 150 MW elektrischer Leistung verbrauchen trotz besserem Wirkungsgrad dennoch deutlich mehr als 1 Million Tonnen Torf pro Jahr.

## Torfkraftwerke in Deutschland
In Deutschland wurden zwei Torfkraftwerke betrieben, beide mit Rostfeuerung: das Torfkraftwerk Wiesmoor von 1909 bis 1965 und das Torfkraftwerk Rühler Moor von 1926 bis 1974. Zwingend notwendig für ein Torfkraftwerk sind große Torfvorkommen in unmittelbarer Nähe zum Kraftwerk. So entstand das Kraftwerk Wiesmoor in direkter Nähe zum Moor. Auch das Kraftwerk Rühlermoor befand sich am Rand des Bourtanger Moores, eines riesigen Moorgebietes an der deutsch-niederländischen Grenze. Weitere projektierte Kraftwerke, wie ein Torfverwertungskraftwerk der Niedersächsischen Kraftwerke in der Nähe von Osnabrück, wurden nicht gebaut. Stattdessen entstand das Nike-Kraftwerk Ibbenbüren auf Kohlebasis. Gasturbinenkraftwerke ersetzten danach beide Kraftwerke. Doch auch diese sind inzwischen stillgelegt worden.

## Torfkraftwerke in Finnland
In Finnland beträgt der Anteil von Torf an der Primärenergie 6–7 Prozent aber 20 Prozent am Treibhausgasausstoß. Aus politischen Gründen – Torf ist einer der einheimischen Rohstoffe – fördert der Staat trotz der nachgewiesenen Umweltschädlichkeit den Torfabbau und seine Weiterverarbeitung. Insgesamt wurden in Finnland im Jahr 2012 60 Torfkraftwerke betrieben, in denen rund 7.000 Mitarbeiter beschäftigt sind. Der jährliche Umsatz des Torfmarktes lag bei ca. 200 Millionen Euro. 51 Prozent des Energietorfs der ganzen Welt werden hier erzeugt aber größtenteils im Land selbst verbraucht. Im Jahr 2021 kündigte Finnland an, den Torfverbrauch für die energetische Nutzung bis 2030 halbieren zu wollen. Zu diesem Zeitpunkt waren noch ca. 1.700 Arbeitnehmer in der Torfindustrie beschäftigt.